# 쇼와촌 (군마현)
쇼와촌(일본어: 昭和村)은 일본 군마현 북부에 있는 도네군의 촌이다.

## 지리
아카기산의 북쪽 면에 위치하고 북쪽, 동쪽, 서쪽으로 누마타시, 남쪽으로 시부카와시에 둘러싸여 있다. 군마현의 중앙에 위치한다.

## 역사
- 1889년 4월 1일 - 정촌제 시행과 함께 기타세다군에 구로호촌, 이노토세촌이 탄생하였다.
- 1896년 4월 1일 - 기타세다군이 도네군에 편입되어 도네군 구로호촌, 이토노세촌이 되었다.
- 1958년 11월 1일 - 구로호촌과 이토노세촌이 대등 합병해 쇼와촌이 성립했다.

## 인구
| 연도 | 인구   | ±%     |
| ---- | ------ | ------ |
| 1960 | 10,266 | —      |
| 1970 | 8,590  | −16.3% |
| 1980 | 8,263  | −3.8%  |
| 1990 | 8,198  | −0.8%  |
| 2000 | 7,878  | −3.9%  |
| 2010 | 7,621  | −3.3%  |

## 교통

### 도로
- 간에쓰 자동차도